# Heinrich Suter
Heinrich Suter (Hedingen, 4 gennaio 1848 – Dornach, 17 marzo 1922) è stato un matematico svizzero, specializzato in matematica e in astronomia islamica.

## Biografia
La madre di Suter morì quando lui era molto giovane, invece suo padre possedeva una fattoria e molto tempo prima lavorò come postino. Visto i disguidi famigliari Suter dovette fare tutto da solo già in età precoce, aiutando il padre in fattoria. Suo padre voleva che Suter diventasse un contadino, ma il suo maestro di scuola gli consigliò di fare un altro lavoro.
Nel 1863 Suter entrò nella scuola superiore di Zurigo dove studiò latino e greco. Poi studiò presso l'Università di Berlino sotto gli insegnanti Kummer, Weierstrass e Kronecker, e presso il Politecnico federale di Zurigo e l'Università di Zurigo sotto Christoffel, Reye, Geiser e Wolf. Studiò anche storia e filologia, a Berlino, che erano importanti per la sua ricerca. Nel dicembre 1871 conseguì il dottorato di ricerca sulla storia della matematica presso l'Università di Zurigo.
Suter insegnò matematica e fisica nelle scuole svizzere e diventò il massimo esperto sulla matematica musulmana. Il suo primo insegnamento fu nella scuola di Wettingen, nel cantone di Aarau, dove rimase per un breve periodo. Fu poi impiegato part-time presso il Ginnasio di Sciaffusa nel 1874, per poi trasferirsi a un posto simile nel Ginnasio di San Gallo nel 1875. Questo fu l'anno in cui sposò Hermine Frauenfelder, sorella del filantropo svizzero Eduard Frauenfelder, dal quale ebbero tre figlie.
Nel 1876 fu nominato a tempo pieno nella scuola cantonale di Argovia come insegnante di matematica e fisica. Rimase in questa posizione per dieci anni prima di passare alla scuola cantonale di Zurigo, ancora una volta come insegnante di matematica e fisica. Rimase in questa posizione fino al suo ritiro nel 1918.

## Pubblicazioni

### Libri
- 1871. Geschichte der mathematischen Wissenschaften, Teil 1: Von den ältesten Zeiten bis Ende des 16. Jahrhunderts. Dissertation, 2. Aufl. 1873. Reprint 1973. Hathi Trust
- 1875. Geschichte der mathematischen Wissenschaften, Teil II: Vom Anfange des 17. bis gegen Ende des 18. Jahrhunderts. Hathi Trust
- 1900. Die Mathematiker und Astronomen der Araber und ihre Werke. Abhandl. zur Geschichte der mathematischen Wissenschaften, Heft 10. Reprint 1972 und 1986. bibalex Archiviato il 7 maggio 2007 in Internet Archive.

### Articoli
- 1884. Der Tractatus de quadratura Circuli des ALBERTUS DE SAXONIA. ZM. 29, 81.
- 1886 Ueber diophantische Gleichungen. Z. f. Math. Unterr. 17, 104.
- 1887. Die Mathematiker auf den Universitäten des Mittelalters. Wiss Beilage. z. Programm d. Kantonsschule in Zürich.
- 1889. Die mathematischen und naturphilosophischen Disputationen an der Universität Leipzig, 1512 bis 1526. BM. (2), 3, 17.
- 1890. Bibliographische Notiz über die math.-hist. Studien in der Schweiz. BM (2), 4, 97.
- 1892. Das Mathematiker-Verzeichnis im Fihrist des IBN ABI JA QUB AN-NADiM. Abhandl. z. Gesch. d. math. Wissenschaften Heft. 6.
- 1892. Einiges von NASiR ED-DIN'S EUKLID-Ausgabe. BM. (2), 6, 3.
- 1893. Zur Geschichte der Trigonometrie. BM. (2), 7, 1.
- 1893. Der V. Band des Katalogs der arab. Bücher der vicekönigl. Bibliothek in Kairo. ZM. 38, 1. 41. 161.
- 1893. Zu RUDLOFF und HOCHHEIM, Die Astronomie des GAGMINI. ZDMG 47, 718.
- 1894. Zur Frage über JOSEPHUS SAPIENS. BM (2), 8, 84.
- 1895. Die Araber als Vermittler der Wissenschaften in deren Uebergang vom Orient zum Occident. Jahresh. des Vereins schw. Gymnasiallehrer. 2. Aufl. 1897.
- 1895. Zur Geschichte des Jakobsstabes. BM (2), 9, 13.
- 1895. 1896. Nochmals der Jakobsstab. BM (2), 10, 13.
- 1895. 1897. Einige Beiträge zur Gesch. der arab. Mathematiker und Astronomen. BM (2) 11, 83.
- 1895. Bemerkungen zu M. STEINSCHNEIDERS Abhandlung: Die arab. Uebersetzungen aus dem Griechischen. ZDMG 51, 426.
- 1898. Ueber zwei arabische Mss. der Berliner kgl. Bibliothek. BM (2),1 2, 73.
- 1899. Notizen über arabische Mathematiker und Astronomen. BM (2) 13. 86, 118.
- 1899. Die Kreisquadratur des IBN EL-HAITAM, arabisch und deutsch. ZM 44, 33.
- 1899. Der Loculus Archimedius oder das Syntemachion des ARCHIMEDES, arabisch und deutsch. ZM 44, Supplement-Heft (Cantorfestschrift), 491.
- 1899. Zur Frage über die Lebenszeit des Verfassers des Mulahhas fi'Ihei'a, MAHMUD B. MUHAMMED B. 'OMAR AL GAGMINI. ZDMG 53, 539.
- 1901. Das Rechenbuch des ABU ZAKARIJA EL-HASSAR BM (3) 2, 12.
- 1902. Nachträge und Berichtigungen zu Die Math. und Astr. Abh. z. G. d. m. W. Heft 14.
- 1902. Ueber die angebliche Verstümmelung griechischer Eigennamen durch arab. Uebersetzer. BM (3) 3, 408.
- 1902. Ueber die Geometrie der Söhne des MUSA B. SCHAKIR. BM (3) 3, 259.
- 1902. Ueber die im Liber augmenti et diminutionis vorkommenden Autoren. BM (3) 3, 350.
- 1903. Ueber einige nicht sichergestellte Autorennamen in den Uebersetzungen des GERHARD VON CREMONA. BM (3) 4, 19.
- 1903. Der Verfasser des Buches Gründe der Tafeln des CHOWAREZMI BM (3) 4, 127.
- 1903. Berichtigung einer Etymologie von K. VOLLERS. ZDMG 57, 576, 783.
- 1903. Berichtigungen zu Arabische Mathematiker und Astronomen von M. STEINSCHNEIDER, OLZ 6, Spalte 40-13.
- 1904. Zur Geschichte der Mathematik bei den Indern und Arabern. Verh. d. 3. internat. Mathematiker-Kongr. zu Heidelberg S. 556.
- 1905. Zu dem Buche De superficierum divisionibus des MUHAMMED BAGDADINUS. BM (2) 6, 321.
- 1905. Ueber die Bedeutung des Ausdruckes Regula Coeci.BM (3) 6, 112.
- 1906/7. Zur Frage des von NAIRIZI zitierten Mathematikers Diachasimus. BM (3) 7, 396.
- 1906/7. Ueber das Rechenbuch des ALI B. AHMED AL-NASAWI. BM (3) 7, 113.
- 1906/7. Ueber den Kommentar des MUH. B. ABDELBAQI zum 10. Buche des Euklides. BM(3) 7, 234.
- 1907/8. Einige geometrische Aufgaben bei arabischen Mathematikern. BM (3) 8, 23.
- 1908/9. Die Abhandlung des ABU KAMIL SCHOGA B. ASLAM über das Fünfeck und Zehneck. BM (3) 10, 15
- 1908/9. Zur Trigonometrie der Araber. BM (3) 10. 156.
- 1910/11. Das Buch der Auffindung der Sehnen im Kreise von ABU 'L-RAIHAN MUHAMMED EL-BIRUNI. BM (3) 11, 110.
- 1910/11. Das Buch der Seltenheiten der Rechenkunst von ABU KAMIL EL-MISRI. BM (3), 11, 100.
- 1911/12. Die Abhandlung über die Ausmessung des Paraboloides von EL-HASAN B. EL-HASAN B. EL HAITHAM. BM (3), 12, 289.
- 1914. Die astronomischen Tafeln des MUHAMMAD IBN MUSA AL-KHWARIZMI usw. Kgl. Danske Vidensk. Selsk. Skrifter, 7. Raekke. III, 1. (Isis IV, 502).
- 1916/17. Ueber die Ausmessung der Parabel von TABIT B. KURRA SE. 48/49, 65. (Isis IV, 400).
- 1916/17. Die Abhandlungen THABIT B. KURRA's und ABU SAHL EL-KUHI'S über die Ausmessung der Paraboloide SE. 48/39, 186. (Isis IV 400).
- 1918. Ueber die Ausmessung der Parabel von IBRAHIM SINAN B. THABIT. Vierteljahrsschrift d. Naturf. Ges. in Zürich 63, 214. (Isis IV, 580).
- 1920/21. Ueber AL BIRUNI und seine Schriften (mit E. WIEDEMANN) SE. 52/53, 55 (Isis IV, 401).
- 1922. Beiträge zur Gesch. d. Mathematik bei den Griechen und Arabern, in Abh. z. Gesch. d. Naturw. u. d. Medizin, (Isis V, 564) und zwar:
- 1922. Beiträge zu den Beziehungen Kaiser FRIEDRICHS II, zu zeitgenössischen Gelehrten des Ostens und Westens, insbesondere zu den arabischen Enzyklopädisten KEMAL ED-DiN IBN JUNIS. (Isis V, 501).
- 1922. Der Kommentar des PAPPUS zum X. Buch des Euklides. (Isis V, 492).
- 1922. Ueber die Projektion der Sternbilder und der Länder von AL BIRUNI (Isis V, 498).
- 1922. Das Buch der geometrischen Konstruktionen von ABUL WEFA. (Isis V, 497).

BM. – Bibliotheca Mathematica, ZM. – Zeitschrift für Mathematik und Physik, ZDMG – Zeitschrift der Deutschen Morgenländischen Gesellschaft, SE – Sitzungsberichte der phys.-med. Sozietät Erlangen, OLZ – Orientalistische Literatur-Zeitung.

### Collezioni
- Suter: Beiträge zur Geschichte der Mathematik und Astronomie im Islam, 2 Bände, 1986, Institut für Geschichte der arabisch-islamischen Wissenschaften, Frankfurt